# Crisis de claridad
Crisis de Claridad es el segundo álbum de la banda española Hora Zulú, lanzado en 2004.

## Historia
Con poco más de un año de diferencia del anterior disco Me duele la boca de decirlo, el segundo álbum de Hora Zulú llega el 22 de noviembre de 2004 grabado por PigStudios y mezclado por Pablo Iglesias en MixPlus Estudios

## Lista de canciones
| N.º     | Título                        | Duración |  |
| 1.      | «Que baje un rayo y me parta» | 3:04     |  |
| 2.      | «O puede que no»              | 3:30     |  |
| 3.      | «Tanto que perdí»             | 2:31     |  |
| 4.      | «Crisis de claridad»          | 0:16     |  |
| 5.      | «REinvención»                 | 2:55     |  |
| 6.      | «Tus ganas de ganar»          | 4:28     |  |
| 7.      | «Volvió a darme por buscar»   | 3:47     |  |
| 8.      | «Misas y cenas (Con Quilate)» | 3:40     |  |
| 9.      | «A Manuel Mancheño»           | 1:22     |  |
| 10.     | «De cara a la galería»        | 3:33     |  |
| 11.     | «Lluevan Flores»              | 2:50     |  |
| 12.     | «Con mi condena»              | 2:51     |  |
| 13.     | «Bienvenido Mr. Marshall»     | 0:44     |  |
| 14.     | «De-que-rer-ser»              | 3:48     |  |
| 15.     | «Devoción»                    | 3:51     |  |
| 16.     | «Por lo pronto»               | 3:23     |  |
| 17.     | «No habrá viento suficiente»  | 4:27     |  |
| 51 mins |                               |          |  |

Colaboraciones de Ana María Luque al cante (Volvió a darme por buscar), Quilate (MC) (Misas y Cenas), DJ Chico Nar, DJ CalagadXIII y DJ Rena a los Platos, Erik Jiménez' al cajón flamenco, Fathi Benyakoub al violín y la voz de Jahlel Chekkara.
- Datos: Q20021375